# Nicolas Dubois (cyclisme)
Pour les articles homonymes, voir Dubois.
Nicolas Dubois (né le 7 janvier 1963 à Bléré en Indre-et-Loire,) est un coureur cycliste français, actif des années 1980 à 1990.

## Biographie
Nicolas Dubois commence le sport à l'âge de six ans par le football, tout en se consacrant au cornet à pistons. Une déchirure des ligaments croisés l'amène ensuite au cyclisme à dix-sept ans. Il prend sa première licence au VC Bléré. Après l'obtention de son baccalauréat, il monte à Paris avec l'espoir de faire carrière dans la musique. Mais rapidement, il renonce,. Il intègre l'AC Boulogne-Billancourt, club réputé en région parisienne, avec une licence de deuxième catégorie. Dans le même temps, il passe le concours des PTT et devient facteur dans les Hauts-de-Seine.
Lors de son service militaire, il revient dans sa région natale et signe à l'AV Tours. Il engrange ensuite les succès en première catégorie et se distingue dans les contre-la-montre. Son statut de sportif de haut niveau lui permet de concilier sa carrière cycliste avec son métier à La Poste. En 1985, il intègre l'équipe de France amateurs, dont il reste membre jusqu'en 1994. Deux ans plus tard, il fait partie des cyclistes tricolores présélectionnés pour le contre-la-montre par équipes des Jeux olympiques de Séoul. Son nom n'est toutefois pas retenu dans la liste finale.
En 1989, il court au sein de l'ASPTT Paris, où il connaît un début de saison perturbé par une fracture à une jambe. Il connaît toutefois la consécration en devenant champion de France amateurs. Malgré des contacts avancés avec l'équipe Z, il ne parvient pas à décrocher un contrat professionnel. Il devient directeur adjoint du CRJS d'Aubigny en 1991, et continue la compétition jusqu'au milieu des années 1990.
De 1997 à 2006, il tient le poste de directeur sportif au sein de l'UC Châteauroux. Peu après la disparition du club, il intègre la direction de l'équipe de France espoirs aux côtés de Bernard Bourreau. Il travaille également comme pilote pour la société ASO, notamment lors du Tour de France.

## Palmarès
| - 1985 - 2e du championnat de l'Orléanais sur route - 2e de Paris-Vierzon - 3e des Trois Jours des Mauges - 3e du championnat de France du contre-la-montre par équipes - 1986 - 5e étape du Tour du Loir-et-Cher - 2e du Tour du Loiret - 2e du championnat de l'Orléanais sur route - 2e du championnat de France du contre-la-montre par équipes - 1987 - Champion de France du contre-la-montre par équipes - Champion de l'Orléanais sur route - Tercé-Montlouis - 4e étape du Tour du Poitou-Charentes - Grand Prix des Grattons - 3e du Tour du Poitou-Charentes - 1988 - Champion de l'Orléanais sur route - Circuit boussaquin - 5e étape du Tour du Poitou-Charentes - 3e de la Route de France - 3e du Grand Prix des Grattons - 1989 - Champion de France sur route amateurs - Paris-Orléans - Grand Prix de Blangy - 2e du championnat de France du contre-la-montre par équipes - 3e du Grand Prix des Foires d'Orval | - 1990 - Circuit des Deux Ponts - Tour de Franche-Comté - Grand Prix de Lignac - 3e du Prix des Vins nouveaux - 1991 - 3e étape du Namibia 4-day International Tour - Grand Prix de Lignac - 2e du Grand Prix de Villapourçon - 2e du Namibia 4-day International Tour - 3e du Critérium de La Machine - 3e du championnat de France du contre-la-montre par équipes - 1992 - 2e étape du Tour du Tarn-et-Garonne - Grand Prix des Grattons - 1993 - Tour de la Creuse - 1995 - Prix Albert-Gagnet - 2e du Prix de La Charité-sur-Loire - 3e du Grand Prix de la Trinité |  |